# Sarcophaga mefouensis
Sarcophaga mefouensis är en tvåvingeart som beskrevs av Rickenbach 1977. Sarcophaga mefouensis ingår i släktet Sarcophaga och familjen köttflugor. Inga underarter finns listade i Catalogue of Life.